# Sterna Linhas Aéreas
A Sterna Linhas Aéreas, estilizada como Sterna Cargo, foi uma companhia aérea brasileira sediada em Brasília, no Distrito Federal. Atendia a demanda para os demais aeroportos em que servia, principalmente operando a Rede Postal Noturna (RPN), em serviço para os Correios. Foi a última empresa aérea a operar o Airbus A300 no Brasil.
Criada como uma iniciativa de um grupo empresarial da Espanha em 2012, iniciou suas operações em 2014 e operou até 21 de outubro de 2016, quando sua única aeronave se acidentou no Aeroporto Internacional do Recife-Guararapes, e teve seu certificado revogado cautelarmente pela Agência Nacional de Aviação Civil (ANAC) em 26 de dezembro daquele ano. Em maio de 2019, sua concessão de transporte aéreo de carga foi revogada pela ANAC, embora tenha encerrado suas atividades pouco tempo após o acidente.

## História

### Fundação e início das operações (2012–15)

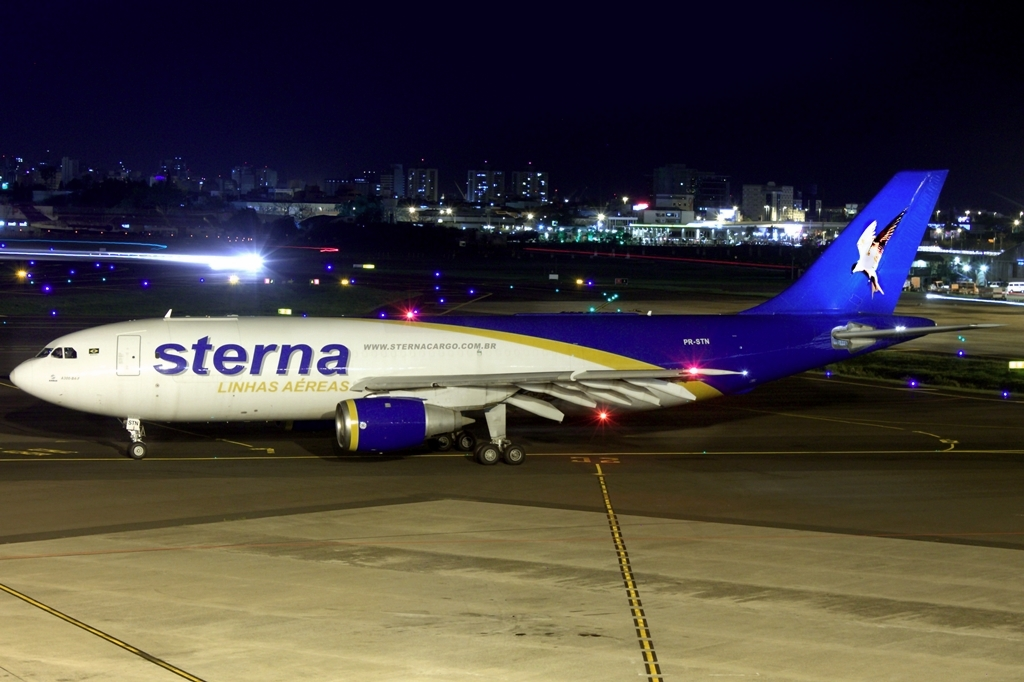
PR-STN, a aeronave utilizada pela Sterna, em setembro de 2016.

A história da Sterna começou com uma iniciativa de um grupo empresarial espanhol, no Paraná. Em 2012, solicitou autorização à ANAC para operar no transporte aéreo de passageiros e carga. Em abril de 2013, a ANAC noticiou que autorizou o início das operações da empresa, com sede no Aeroporto Internacional Afonso Pena (CWB), em São José dos Pinhais, contudo, não iniciou às operações. Em 17 de setembro de 2014, a ANAC autorizou o funcionamento jurídico da Sterna, com sede social em Brasília. A companhia atuaria na prestação de serviço de transporte aéreo público regular de passageiro, carga e mala postal pelo prazo de 12 meses. Chegou à receber um Boeing 737-300, que ficou em um hangar em Campina Grande, na Paraíba, e receberia as cores da Sterna, contudo, não foi para frente.
Em 4 de novembro de 2015, a Sterna recebeu um Airbus A300B4-203F, de prefixo PR-STN. A aeronave foi inicialmente entregue à Pan Am, dos Estados Unidos, em 18 de março de 1985, com o prefixo N207PA, depois passou pela Carnival Air Lines, quando foi alugado pela Ladeco, do Chile, e Pegasus Airlines, da Turquia. Transformou-se numa aeronave cargueira em 22 de dezembro de 1998, quando foi entregue à AVSA SARL. Depois, passou pela DHL Aviation, da Alemanha (sendo operado pela European Air Transport, da Bélgica), até voltar à AVSA SARL em 2002, e retornar à DHL em 18 de janeiro de 2010 (sendo operado pela Air Contractors, da Irlanda). Permaneceu até 2014, quando foi entregue à estadunidense South Aircraft Leasing, e posteriormente à Sterna.
Também abriram seu website oficial, no entanto, não traziam detalhes da operação, nem quando iniciariam os voos. No caso de um visitante acessar o website, se deparariam com a frase “Estamos chegando… Em breve”. A pintura azul e amarela do PR-STN foi elogiada por Carlos Ferreira, do Aeroin, afirmando que impressionaram as cores bonitas, enquanto a revista Flap International afirmou serem chamativas. O PR-STN ainda passaria por um processo de nacionalização dentre outros processos burocráticos antes de iniciar as operações. Iniciou suas operações no início de 2016, e passou a operar principalmente nas rotas da RPN, em serviço para os Correios.

### Acidente em Recife e encerramento das operações (2016–19)
Em 21 de outubro de 2016, a aeronave decolou do Aeroporto Internacional de Guarulhos em direção ao Aeroporto Internacional do Recife-Guararapes, operando o voo 9302 e transportava cartas dos Correios. Durante o pouso, o trem de pouso dianteiro colapsou e colidiu na pista de taxeamento, saindo parcialmente da pista. Nenhum dos três tripulantes a bordo se feriram, e evacuaram pelas escadas da aeronave, pois os escorregadores infláveis se desprenderam ao serem acionados. A Sterna na época informou, por meio de nota, que estava estudando as causas do problema: "Assim que efetuarmos levantamentos preliminares, emitiremos outra nota com mais detalhes".
Em 26 de dezembro do mesmo ano, a ANAC determinou a suspensão cautelar do Certificado de Operador Aéreo da Sterna, informação publicada no Diário Oficial da União em 28 de dezembro. Em 9 de maio de 2019, a ANAC revogou a concessão de transporte aéreo de carga outorgada à Sterna, inviabilizando suas operações, junto da FlyWays Linhas Aéreas, que teve sua concessão de transporte aéreo de passageiros revogado. Contudo, a Sterna já havia praticamente encerrado suas atividades depois do acidente em 2016.

## Frota

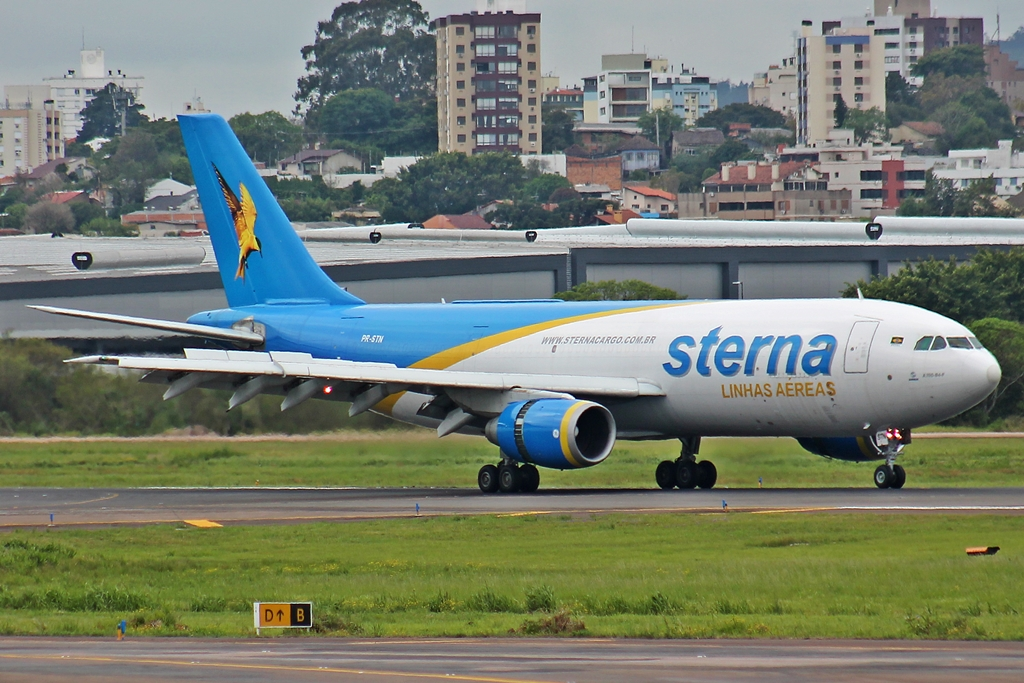
O PR-STN era a única aeronave da frota da Sterna.

A frota da Sterna Linhas Aéreas continha apenas uma aeronave, um Airbus A300B4-203, de prefixo PR-STN. De número 236, realizou seu primeiro voo em 18 de outubro de 1983 com o prefixo de teste F-WZMI, e deveria ser entregue inicialmente à Olympic Airways, da Grécia, contudo não aconteceu. Foi entregue à Pan Am em 18 de março de 1985, com o prefixo N207PA, e recebeu o nome de Clipper Los Angeles. Passou para a Carnival Air Lines em 14 de novembro de 1994 e mudou para o prefixo N222KW em 17 de abril de 1995. Foi emprestado à Ladeco em 27 de abril do mesmo ano, retornou à Carnival em maio de 1996, e foi emprestado à Pegasus em maio de 1997, até retornar à Carnival em 31 de outubro daquele ano.
Transformou-se numa aeronave cargueira em 22 de dezembro de 1998, quando foi entregue à AVSA SARL. Foi emprestado à DHL em 4 de novembro de 1999, e operado pela European Air Transport com o prefixo OO-DLE até março de 2002, quando retornou à AVSA SARL. Em 18 de janeiro de 2010, retornou à DHL e passou a ser operado pela Air Contractors com o prefixo EI-OZD, contudo, foi retirado e armazenado no Aeroporto de Tarbes-Lourdes-Pirenéus entre 22 de dezembro de 2012 até 15 de abril de 2014, quando foi adquirido pela South Aircraft Leasing com o prefixo N834JM, e armazenado no Aeroporto Internacional de Orlando-Sanford até ser entregue à Sterna em 4 de novembro de 2015. Abaixo, estão as informações básicas sobre a frota da Sterna:
| Modelo            | Prefixo | MSN | Primeiro voo          | Último voo            | Ref   | Notas                 |
| ----------------- | ------- | --- | --------------------- | --------------------- | ----- | --------------------- |
| Airbus A300B4-203 | PR-STN  | 236 | 18 de outubro de 1983 | 21 de outubro de 2016 | [ 8 ] | Acidentado em Recife. |

## Acidente do Voo Sterna 9302

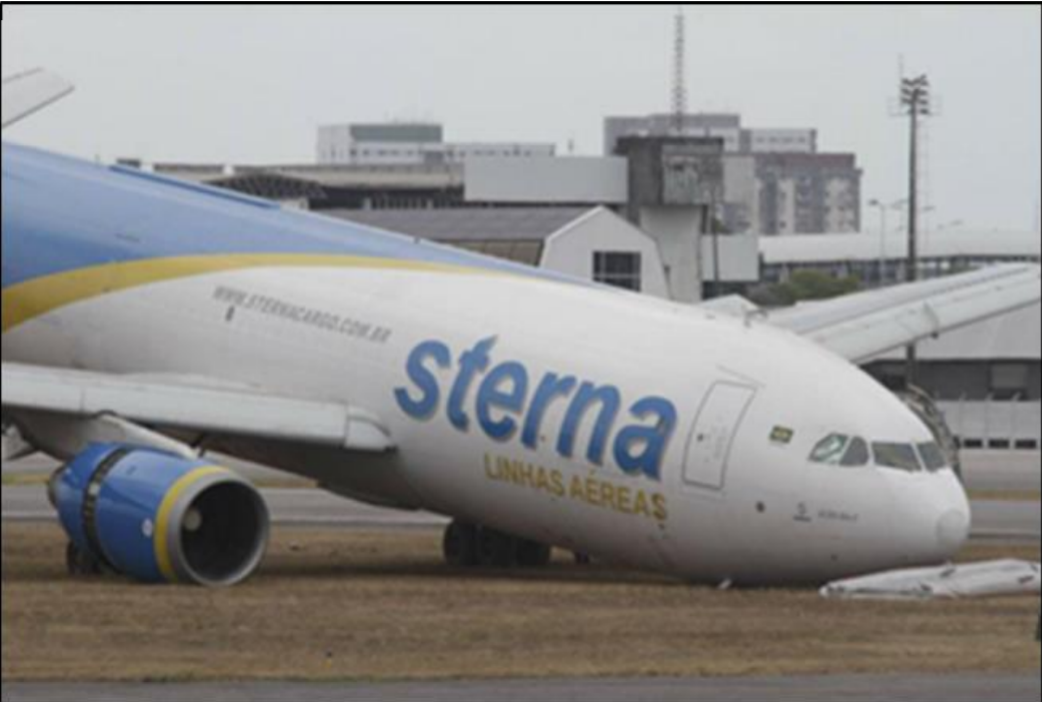
Imagem tirada da aeronave após o acidente.

Em 21 de outubro de 2016, o Airbus A300B4-203, operando o voo 9302, decolou do Aeroporto Internacional de Guarulhos com destino ao Aeroporto Internacional do Recife-Guararapes, transportando cartas dos Correios. Durante o pouso, por volta das 06h30min, no horário previsto, o trem de pouso dianteiro colapsou, a aeronave colidiu na pista de taxeamento e saiu parcialmente da pista. Nenhum dos três tripulantes a bordo se feriram, e evacuaram pelas escadas, já que os escorregadores infláveis se desprenderam ao serem acionados. A pista do aeroporto foi fechada por 30 minutos, das 06h51min até às 08h55min, e causou alterações em oito voos que foram redistribuidos para outros aeroportos, e cinco da foram cancelados.
Depois de os bombeiros utilizarem uma camada de Líquido Gerador de Espuma (LGE) para evitarem um incêndio, a pista foi liberada. A aeronave foi movida para o pátio militar do aeroporto com a ajuda de 150 pessoas da Infraero. Depois, a equipe do CENIPA passou a realizar uma perícia no Airbus. Em 21 de abril de 2017, a aeronave foi vendida à sucata, contudo, o Airbus permanece no local até hoje. Em 29 de março de 2021, o CENIPA concluiu sua investigação e divulgou o relatório final do acidente, definindo como as causas principais do acidente:
| “ | "A cultura de transmitir algumas informações informalmente, por meio de mensagens em grupos de mídias sociais, sem anotações formais nos documentos pertinentes". | ” |

Além disso, a aplicação inadequada dos comandos do avião, a falta de atitude na observância dos procedimentos previstos, a falta de coordenação de cabine por parte do piloto e as falhas de percepção e de processo decisório, também foram motivos determinantes para o acidente.